# NGC 759
NGC 759 (други обозначения – UGC 1440, MCG 6-5-67, ZWG 522.87, IRAS01548+3605, PGC 7397) е елиптична галактика (E) в съзвездието Андромеда.
Обектът присъства в оригиналната редакция на „Нов общ каталог“.